# Dwayne Steven Milburn

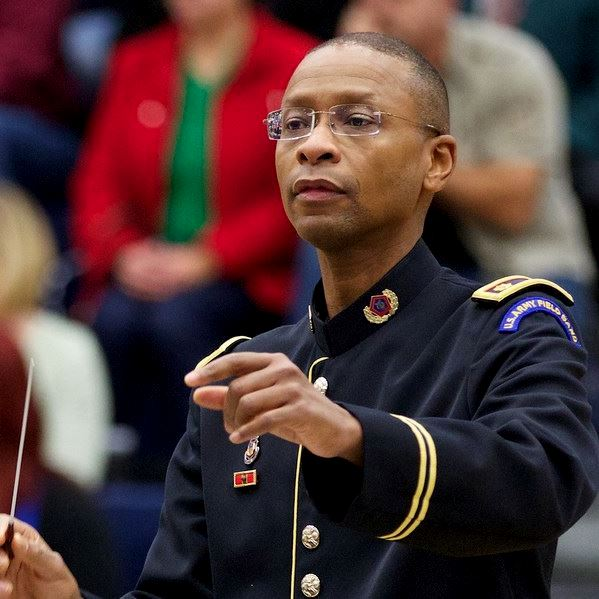
Dwayne S. Milburn

Dwayne Steven Milburn (* 13. Januar 1963 in Baltimore, Maryland) ist ein US-amerikanischer Komponist, Arrangeur, Dirigent und Organist.

## Leben
Dwayne S. Milburn studierte an der University of California - Los Angeles (UCLA) und schloss mit dem Grad Bachelor of Fine Arts im Jahr 1986 ab. In dieser Zeit war er nicht nur ein Arrangeur für die UCLA-Band und dem Chorprogramm, sondern auch für spezielle Projekte des amerikanischen Rundfunks und Fernsehen tätig. Ein weiteres Studium absolvierte er am Cleveland Institute of Music in Cleveland und schloss 1992 mit dem Grad Master of Music in Orchesterleitung ab. In dieser Zeit arbeitete er unter anderem als Direktor und Leiter der Kadettenmusik für die United States Military Academy in West Point und als Leiter des West Point Glee Club.
Milburn leitete die United States Army Europe Band. Er war einer von 24 Offizieren, die am United States Army Band-Programm teilnahmen. Während dieser Zeit war er zweiter Leiter der United States Continental Army Band in Fort Monroe-Virginia, der United States Army Band "Pershings Own" in Washington D. C., der United States Army Europe Band und Chor in Heidelberg. Als Dirigent arbeitete er bei der Army Ground Forces Band in Fort McPherson in der Nähe von Atlanta, Georgia. Er erhielt zahlreiche militärische Auszeichnungen und Preise, wie z. B. den President Benjamin Harrison Award, die Meritorious Service Medal und die NATO-Medaille. In dieser Zeit arbeitete er auch als Arrangeur für das Cleveland Orchestra.
Im Jahr 2002 dirigierte er das Kennedy Center’s Annual Messiah Sing-Along und arbeitete als Juror an der Universität von Wisconsin in Madison. Er organisierte den "Dirigenten Art Workshop" und arbeitete mit der Wisconsin National Guard Band.
Sein Studium schloss er 2009 mit einer Promotion an der Alma Mater Universität ab.
Er arrangierte diverse Werke für Band und Chor, zum Beispiel die Cuban Overture von George Gershwin und die Festouvertüre der amerikanischen National Air "The Star-Spangled Banner" von Dudley Buck (1839–1909). Er schrieb auch eigene Werke für diese Medien. Von 2005 bis 2009 war er Hauskomponist an der St. Matthew’s Episcopal Church in Pacific Palisades und schrieb drei wichtige Werke für diese.

## Privates
Zurzeit (Stand: September 2016) lebt und arbeitet er in Deutschland.  

## Werke (Auswahl)

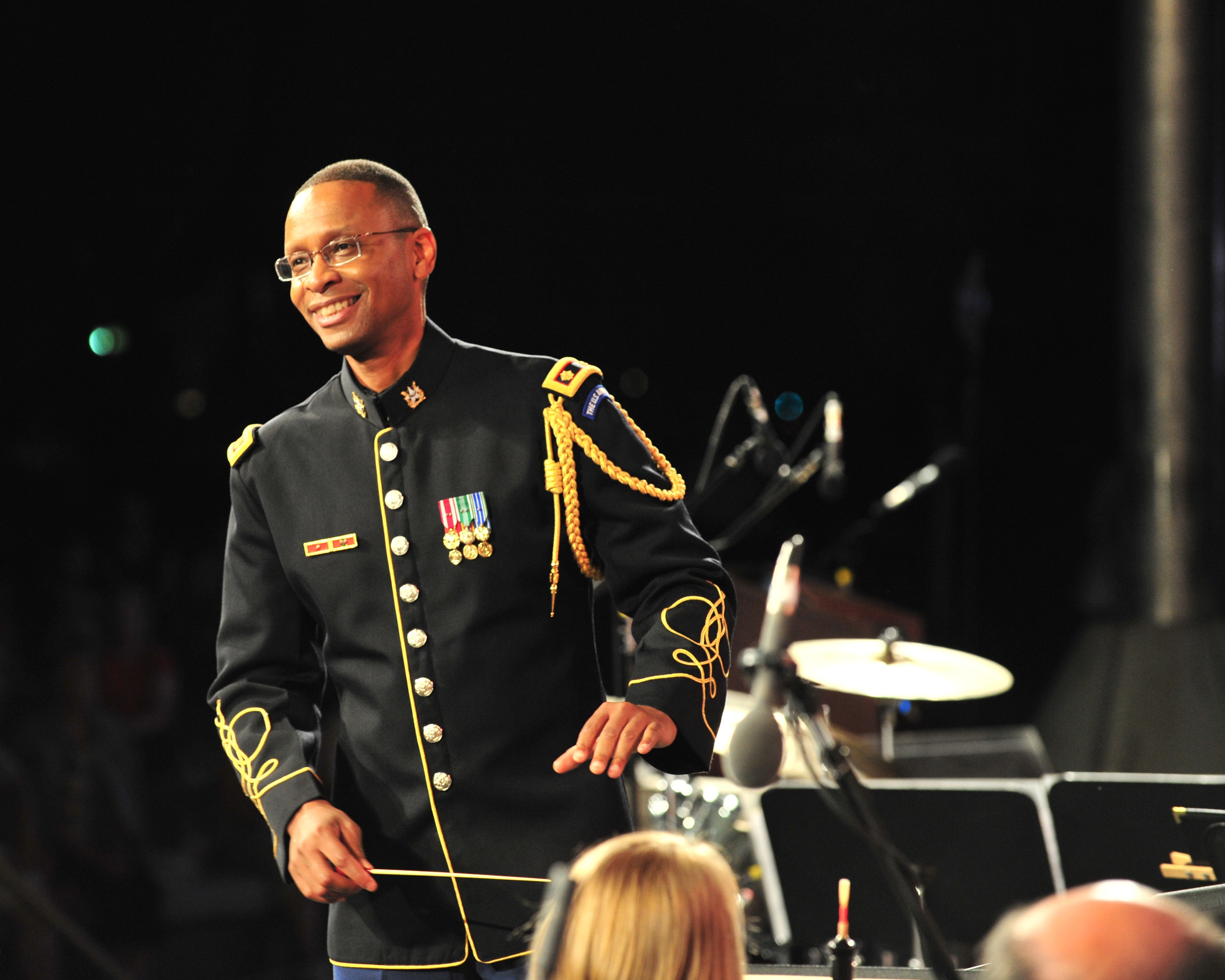
Dwayne S. Milburn, 2015.

### Werke für Band
- 2003 American Hymnsong Suite, Army Ground Forces Band in Fort McPherson (Georgia) 
  - Prelude on "What Wondrous Love is This?"
  - Ballad on "Balm in Gilead"
  - Scherzo on "Nettleton" (Come, Thou Fount of Every Blessing)
  - March on Wilson (When We All Get to Heaven)
- 2004 Meditation
- 2005 Variations on "St. Patrick’s Breastplate"
- 2006 Emerald Suite (1. Rondo 2. Air 3. March)
- 2009 Fantasy on American Folksongs
  - Garrison Commander, Konzertmarsch
  - Spiritual Festival
  - Steadfast Leadership, Marsch

### Werke für Chor
- 2007 Sing Out Your Praise, für gemischten Chor und Orgel, (Piano)
  - Scarborough Fair, für gemischten Chor

### Kammermusik
- 2007 Rondo a la carte, für Posaune und Klavier
- 2011 Chamber Jams - Army Rondo, für Flöte, Oboe, Cello und Cembalo